# Squash-Weltmeisterschaften im Doppel und Mixed 2022/Mixed
Mixed der Weltmeisterschaften im Doppel und Mixed 2022 im Squash.
Das Teilnehmerfeld bestand aus 20 Doppelpaarungen, die in vier Gruppen à fünf Doppelpaarungen im Round-Robin-Modus gegeneinander antraten. Die Gruppensieger und Zweitplatzierten zogen ins Viertelfinale ein und spielten im K.-o.-System weiter.
Sieger der letzten Austragung waren die topgesetzten Australier Donna Lobban und Cameron Pilley. Während Pilley seine Karriere zwischenzeitlich beendet hatte, trat Lobban mit Zac Alexander an. Im Finale setzten sich die Inder Dipika Pallikal und Saurav Ghosal gegen Alison Waters und Adrian Waller aus England mit 11:6 und 11:8 durch.

## Setzliste
| Nr. | Paarung                       | Erreichte Runde |
| --- | ----------------------------- | --------------- |
| 01. | Joelle King Paul Coll         | Viertelfinale   |
| 02. | Dipika Pallikal Saurav Ghosal | Sieg            |
| 03. | Donna Lobban Zac Alexander    | Gruppenphase    |
| 04. | Alison Waters Adrian Waller   | Finale          |

| Nr. | Paarung                         | Erreichte Runde |
| --- | ------------------------------- | --------------- |
| 05. | Tesni Evans Joel Makin          | Halbfinale      |
| 06. | Rachael Grinham Ryan Cuskelly   | Viertelfinale   |
| 07. | Georgina Kennedy Patrick Rooney | Viertelfinale   |
| 08. | Lisa Aitken Greg Lobban         | Halbfinale      |

## Ergebnisse

### Vorrunde

#### Gruppe A
| Rang | Setzung | Doppel                             | Sp. | S | N | S.-Diff. | P.-Diff. | Pkt. |
| ---- | ------- | ---------------------------------- | --- | - | - | -------- | -------- | ---- |
| 1    | 7       | Georgina Kennedy Patrick Rooney    | 4   | 3 | 1 | 7:3      | 10279    | 3    |
| 2    | 1       | Joelle King Paul Coll              | 4   | 3 | 1 | 6:4      | 94:92    | 3    |
| 3    | 9/10    | Joshna Chinappa Vikram Malhotra    | 4   | 2 | 2 | 4:5      | 79:84    | 2    |
| 4    |         | Alexandra Fuller Jean-Pierre Brits | 4   | 1 | 3 | 3:7      | 81:98    | 1    |
| 5    | 13/16   | Lee Ka-Yi Wong Chi-Him             | 4   | 1 | 3 | 5:6      | 102:105  | 1    |

| Spieler                         | Spieler                            | Ergebnis         |
| ------------------------------- | ---------------------------------- | ---------------- |
| Joelle King Paul Coll           | Lee Ka-Yi Wong Chi-Him             | 9:11, 11:9, 11:7 |
| Georgina Kennedy Patrick Rooney | Alexandra Fuller Jean-Pierre Brits | 11:9, 5:11, 11:7 |
| Joshna Chinappa Vikram Malhotra | Alexandra Fuller Jean-Pierre Brits | 11:6, 11:8       |
| Georgina Kennedy Patrick Rooney | Lee Ka-Yi Wong Chi-Him             | 5:11, 9:11       |
| Lee Ka-Yi Wong Chi-Him          | Alexandra Fuller Jean-Pierre Brits | 11:6, 7:11, 9:11 |

| Spieler                         | Spieler                            | Ergebnis           |
| ------------------------------- | ---------------------------------- | ------------------ |
| Joelle King Paul Coll           | Georgina Kennedy Patrick Rooney    | 8:11, 11:9, 8:11   |
| Joelle King Paul Coll           | Joshna Chinappa Vikram Malhotra    | 11:2, 11:7         |
| Joshna Chinappa Vikram Malhotra | Lee Ka-Yi Wong Chi-Him             | 10:11, 11:5, 11:10 |
| Georgina Kennedy Patrick Rooney | Joshna Chinappa Vikram Malhotra    | 11:9, 11:7         |
| Joelle King Paul Coll           | Alexandra Fuller Jean-Pierre Brits | 11:7, 11:5         |

#### Gruppe B
| Rang | Setzung | Doppel                        | Sp. | S | N | S.-Diff. | P.-Diff. | Pkt. |
| ---- | ------- | ----------------------------- | --- | - | - | -------- | -------- | ---- |
| 1    | 8       | Lisa Aitken Greg Lobban       | 4   | 4 | 0 | 8:0      | 88:39    | 4    |
| 2    | 2       | Dipika Pallikal Saurav Ghosal | 4   | 3 | 1 | 4:4      | 71:75    | 3    |
| 3    | 9/10    | Aifa Azman Mohd Syafiq Kamal  | 4   | 2 | 2 | 5:4      | 82:70    | 2    |
| 4    |         | Kaitlyn Watts Evan Williams   | 4   | 1 | 3 | 2:7      | 64:94    | 1    |
| 5    | 13/16   | Emily Whitlock Peter Creed    | 4   | 0 | 4 | 1:5      | 37:64    | 0    |

| Spieler                       | Spieler                      | Ergebnis          |
| ----------------------------- | ---------------------------- | ----------------- |
| Dipika Pallikal Saurav Ghosal | Kaitlyn Watts Evan Williams  | 11:7, 10:11, 11:6 |
| Lisa Aitken Greg Lobban       | Emily Whitlock Peter Creed   | 11:2, 11:3        |
| Aifa Azman Mohd Syafiq Kamal  | Kaitlyn Watts Evan Williams  | 11:2, 11:3        |
| Dipika Pallikal Saurav Ghosal | Lisa Aitken Greg Lobban      | 6:11, 4:11        |
| Dipika Pallikal Saurav Ghosal | Aifa Azman Mohd Syafiq Kamal | 11:9, 7:11, 11:9  |

| Spieler                       | Spieler                      | Ergebnis            |
| ----------------------------- | ---------------------------- | ------------------- |
| Lisa Aitken Greg Lobban       | Kaitlyn Watts Evan Williams  | 11:7, 11:8          |
| Aifa Azman Mohd Syafiq Kamal  | Emily Whitlock Peter Creed   | 11:6, 11:8          |
| Emily Whitlock Peter Creed    | Kaitlyn Watts Evan Williams  | 7:11, 11:9, Aufgabe |
| Lisa Aitken Greg Lobban       | Aifa Azman Mohd Syafiq Kamal | 11:5, 11:4          |
| Dipika Pallikal Saurav Ghosal | Emily Whitlock Peter Creed   | walkover            |

#### Gruppe C
| Rang | Setzung | Doppel                         | Sp. | S | N | S.-Diff. | P.-Diff. | Pkt. |
| ---- | ------- | ------------------------------ | --- | - | - | -------- | -------- | ---- |
| 1    | 13/16   | Georgia Adderley Rory Stewart  | 4   | 4 | 0 | 6:1      | 75:57    | 4    |
| 2    | 6       | Rachael Grinham Ryan Cuskelly  | 4   | 3 | 1 | 7:3      | 100:70   | 3    |
| 3    | 11/12   | Rachel Arnold Ivan Yuen        | 4   | 2 | 2 | 2:7      | 71:89    | 2    |
| 4    |         | Au Yeong Wai Yhann Aaron Liang | 4   | 1 | 3 | 1:6      | 50:71    | 1    |
| 5    | 3       | Donna Lobban Zac Alexander     | 4   | 0 | 4 | 3:2      | 39:48    | 0    |

| Spieler                       | Spieler                        | Ergebnis         |
| ----------------------------- | ------------------------------ | ---------------- |
| Donna Lobban Zac Alexander    | Rachel Arnold Ivan Yuen        | 11:7, 11:9       |
| Rachael Grinham Ryan Cuskelly | Au Yeong Wai Yhann Aaron Liang | 11:6, 11:4       |
| Rachael Grinham Ryan Cuskelly | Georgia Adderley Rory Stewart  | 4:11, 11:9, 9:11 |
| Georgia Adderley Rory Stewart | Au Yeong Wai Yhann Aaron Liang | 11:10, 11:7      |
| Rachael Grinham Ryan Cuskelly | Rachel Arnold Ivan Yuen        | 11:4, 11:8       |

| Spieler                    | Spieler                        | Ergebnis          |
| -------------------------- | ------------------------------ | ----------------- |
| Donna Lobban Zac Alexander | Rachael Grinham Ryan Cuskelly  | 2:11, 11:10, 4:11 |
| Rachel Arnold Ivan Yuen    | Au Yeong Wai Yhann Aaron Liang | 11:7, 5:11, 11:5  |
| Rachel Arnold Ivan Yuen    | Georgia Adderley Rory Stewart  | 9:11, 7:11        |
| Donna Lobban Zac Alexander | Georgia Adderley Rory Stewart  | walkover          |
| Donna Lobban Zac Alexander | Au Yeong Wai Yhann Aaron Liang | walkover          |

#### Gruppe D
| Rang | Setzung | Doppel                           | Sp. | S | N | S.-Diff. | P.-Diff. | Pkt. |
| ---- | ------- | -------------------------------- | --- | - | - | -------- | -------- | ---- |
| 1    | 4       | Alison Waters Adrian Waller      | 4   | 4 | 0 | 8:0      | 88:44    | 4    |
| 2    | 5       | Tesni Evans Joel Makin           | 4   | 3 | 1 | 6:2      | 78:60    | 3    |
| 3    |         | Cheyna Wood Christo Potgieter    | 4   | 1 | 3 | 3:7      | 77:103   | 1    |
| 4    | 13/16   | Hollie Naughton Nicholas Sachvie | 4   | 1 | 3 | 3:6      | 70:80    | 1    |
| 5    | 11/12   | Liu Tsz-Ling Max Lee             | 4   | 1 | 3 | 2:7      | 65:91    | 1    |

| Spieler                          | Spieler                       | Ergebnis         |
| -------------------------------- | ----------------------------- | ---------------- |
| Alison Waters Adrian Waller      | Liu Tsz-Ling Max Lee          | 11:9, 11:3       |
| Tesni Evans Joel Makin           | Cheyna Wood Christo Potgieter | 11:9, 11:8       |
| Hollie Naughton Nicholas Sachvie | Cheyna Wood Christo Potgieter | 8:11, 11:4, 9:11 |
| Alison Waters Adrian Waller      | Tesni Evans Joel Makin        | 11:5, 11:7       |
| Tesni Evans Joel Makin           | Liu Tsz-Ling Max Lee          | 11:9, 11:3       |

| Spieler                     | Spieler                          | Ergebnis         |
| --------------------------- | -------------------------------- | ---------------- |
| Alison Waters Adrian Waller | Hollie Naughton Nicholas Sachvie | 11:4, 11:7       |
| Liu Tsz-Ling Max Lee        | Hollie Naughton Nicholas Sachvie | 8:11, 2:11       |
| Liu Tsz-Ling Max Lee        | Cheyna Wood Christo Potgieter    | 9:11, 11:6, 11:8 |
| Tesni Evans Joel Makin      | Hollie Naughton Nicholas Sachvie | 11:4, 11:5       |
| Alison Waters Adrian Waller | Cheyna Wood Christo Potgieter    | 11:7, 11:2       |

### Finalrunde
| Viertelfinale | Viertelfinale          | Viertelfinale | Viertelfinale | Viertelfinale |  |  | Halbfinale | Halbfinale            | Halbfinale | Halbfinale | Halbfinale |   |                       | Finale              | Finale | Finale | Finale | Finale |
|               |                        |               |               |               |  |  |            |                       |            |            |            |   |                       |                     |        |        |        |        |
| 7             | G. Kennedy P. Rooney   | 6             | 7             |               |  |  |            |                       |            |            |            |   |                       |                     |        |        |        |        |
| 2             | D. Pallikal S. Ghosal  | 11            | 11            |               |  |  | 2          | D. Pallikal S. Ghosal | 11         | 11         |            |   |                       |                     |        |        |        |        |
| 13/16         | G. Adderley R. Stewart | 4             | 8             |               |  |  | 5          | T. Evans J. Makin     | 9          | 5          |            |   |                       |                     |        |        |        |        |
| 5             | T. Evans J. Makin      | 11            | 11            |               |  |  |            |                       |            |            |            | 2 | D. Pallikal S. Ghosal | 11                  | 11     |        |        |        |
| 6             | R. Grinham R. Cuskelly | 6             | 8             |               |  |  |            |                       |            |            |            |   | 4                     | A. Waters A. Waller | 6      | 8      |        |        |
| 4             | A. Waters A. Waller    | 11            | 11            |               |  |  | 4          | A. Waters A. Waller   | 11         | 10         | 11         |   |                       |                     |        |        |        |        |
| 1             | J. King P. Coll        | 7             | 5             |               |  |  | 8          | L. Aitken G. Lobban   | 6          | 11         | 10         |   |                       |                     |        |        |        |        |
| 8             | L. Aitken G. Lobban    | 11            | 11            |               |  |  |            |                       |            |            |            |   |                       |                     |        |        |        |        |